# Антична колонизация
Античната колонизация е исторически феномен, протекъл в района на Средиземноморието и свързаните с него водни басейни, който съвпада като хронология с периода на античността.
Началото на античната колонизация не е точно определяемо, но като цяло се приема, че това е периодът на тъй наречената класическа древност, водеща началото си от първата олимпиада или основаването на Рим, респективно и огледално от основаването на Картаген. Някои автори датират началото на процеса с началото на първото хилядолетие преди Христа или във времето на Хирам (респ. Соломон), тъй като финикийците били пионери в това дело. Има изказани мнения, които намират наченки на явлението още около 1200-1100 г. пр.н.е., т.е. непосредствено след битката при Кадеш, която се явила мащабен военен сблъсък по време на разселението на тъй наречените морски народи из района на Средиземноморието.

## Характеристика
Античната колонизация се характеризира първоначално с презморското разширение на таласократиите, които като градове-майки наречени метрополии основават свои диаспори, наречени колонии. От своя страна колониите също могат да бъдат метрополии на принципа на клонирането.
Античната колонизация се свързва и донякъде разглежда като цяло през призмата на тъй наречената велика гръцка колонизация, което предопределя хронологизирането, периодизирането и оттук и систематизирането ѝ по периодите в развитието на Древна Гърция - архаичен период, класически период, период на елинизма. След завладяването на Древна Гърция от Рим и обръщането на страната в Римска Гърция следват римската и късноантичната епоха в античната колонизация.

## Антични селища
Най-значим е приносът на античната колонизация в областта на начина на устройство и изграждане на античните градове. Планировката им се съобразява първо и най-вече с местоположението и с функционалното им предназначение, като е детерминирано също и от съществувалите икономически, социално-политически и исторически условия за това. Античните селища биват неукрепени или укрепени. Класическата планировка се е извършвала по хиподамовата система (виж Хиподам).
Крепостите се състоят от стени, кули и порти и включват вътрешно пространство, разпределено от улици с посока изток-запад (декуманус) и север-юг (кардо), които оформят инсули.
Античните селища са застроени с жилищни и обществени сгради (гимназиони, театри, терми, хиподруми, храмове, стопански постройки и т.н.), като особено внимание се отделяло на интериорната архитектурна украса. Античните селища като правило били снабдени с водопроводна и канализационна мрежа (виж и хипокауст). Центърът на обществения живот се съсредоточавал в зависимост от това чие е селището или на агората при елините, или на форума при римляните, или около храма при финикийците, респективно евреите. Обичайно древногръцките общоградски народни събрания се събирали на пазара, римските – на форума, а финикийските – на/до градските порти.

## Финикийска колонизация
Най-ранна и същевременно спорадична била финикийската колонизация, тъй като Финикия изпаднала изпърво под асирийска, а сетне и под ахеменидска власт. Това дало възможност на пунически Картаген да се въздигне в Западното Средиземноморие и да наложи властта си над магребското и южноиберийското крайбрежие, като след завладяването на Тартес, новият финикийски град обсебил и отвъдморската търговия зад Херкулесовите стълбове по западноафриканското крайбрежие и с Британските острови (виж Ханон Мореплавателя и Хамилкон).

## Древногръцка колонизация
Древногръцката колонизация безспорно е най-значимото събитие предопределило цялото историческо развитие на Средиземноморието в античността. Извън Егея най-силно било присъствието на елините в Магна Греция и на Сицилия. Сблъсъкът на интереси между гърци и пуни предопределил избухването на сицилианските войни, които се водели основно за контрол над най-големия и централен средиземноморски остров и по принцип за господство в Западното Средиземноморие. На запад най-влиятелната древногръцка колония била Масалия, а на юг по северноафриканското крайбрежие - Кирена.

## Римска колонизация
Римската колонизация изпърво била вътрешноиталийска и само сухопътна. След края на пуническите войни по силата на Lex Rubria била основана първата отвъдморска римска колония - Римски Картаген (през 122 г. пр.н.е.). Само в рамките на около век, Римската република завладяла всички крайбрежни древногръцки и финикийско-пунически владения, превръщайки Средиземно море във вътрешен басейн за империума - Римската империя, което събитие ведно с раждането Христа бележи началото на новата (нашата) ера. Предходно, както писал Аристофан: 
| „ | гърците се разселили около Средиземно море, като жаби около блато | “ |

.